# Allen Emerson
Pour les articles homonymes, voir Emerson.
Allen (Ernest) Emerson, né le 2 juin 1954 à Dallas au Texas et mort le 15 octobre 2024, est un chercheur en informatique, professeur à l'université du Texas à Austin aux États-Unis.

## Biographie
Allen Emerson a étudié les mathématiques à l'université du Texas à Austin puis a obtenu son Ph. D. en 1981, sous la direction de Edmund M. Clarke à l'université Harvard.

## Travaux
Emerson est connu pour son travail en vérification formelle, notamment en tant que co-inventeur du model checking et de la logique temporelle CTL (en) (Computation Tree Logic).

## Distinctions
Il a reçu le prix Turing en 2007, avec Edmund M. Clarke et Joseph Sifakis pour son travail sur le model checking.
Emerson avait précédemment reçu le prix Paris-Kanellakis (1998).